# Bražec
Bražec (deutsch Bergles) ist eine Gemeinde in Tschechien. Sie liegt drei Kilometer nördlich von Bochov und gehört zum Okres Karlovy Vary.

## Geographie
Bražec befindet sich am Südrand des Truppenübungsplatzes Hradiště im Tal des Baches Bochovský potok (Bergler Bach) im Duppauer Gebirge. Nördlich erheben sich die Kostelní Hůrka (Kirchberg, 793 m n.m.) und der Vysoká pláň (Hohe Egge, 890 m n.m.), im Nordosten die Javorná bzw. U Ruské věže (Ehacker, 912 m n.m.), östlich die Jelení komora (787 m n.m.) und der Valovský vrch (761 m n.m.), im Süden der Hadí vrch (725 m n.m.), südwestlich der Roháč (728 m n.m.) und im Nordwesten der Plešivec (Plesselberg, 842 m n.m.). Bražec ist von zahlreichen Teichen umgeben, die größten sind der Javorenský rybník, der Zelený rybník und der Krásný rybník.
Nachbarorte sind Javorná im Nordosten, Dolní Valov im Osten, Těšetice, Herstošice und Údrč im Südosten, Bochov im Süden, Německý Chloumek, Tašovický Mlýn und Dlouhá Lomnice im Südwesten, Horní Tašovice und Nová Víska im Westen sowie Stružná und Činov im Nordwesten.
Nördlich liegt auf dem Truppenübungsplatz die Wüstung Dlouhá (Langgrün).

## Geschichte
Bražec wurde 1289 erstmals erwähnt, als Benda von Brasecz als Zeuge auftrat. Im Jahre 1316 wurde die Feste als Sitz des Hynek von Brasecz, einem Lehnsmann der Herren von Riesenburg auf Petschau und Engelsburg, der vor dem Landesgericht wegen gemeinschaftlichem Mordes angeklagt wurde, erstmals urkundlich genannt. Die Feste befand sich einen Kilometer nördlich des Dorfes auf dem Höhenrücken zwischen dem Pergler Bach und dem Lamnitzbach am Südhang des Kirchberges, daneben stand die Kirche des hl. Apostel Bartholomäus. Der Zeitpunkt der Errichtung der Kirche ist nicht bekannt, sie ist 1336 erstmals nachweislich und war zu dieser Zeit bereits eine Pfarrkirche. 1408 erwarben die Herren von Steinbach das Gut, ab 1410 gehörte es Johann von Schweinichen (Jan Svinovec ze Svinavy). In den Hussitenkriegen wurde die Gegend während des Zweiten (1421) und Vierten Kreuzzuges (1427) von katholischen Truppen verwüstet, 1428 fielen die Truppen des Jakob von Wrzessowitz ein. In dieser Zeit wurden wahrscheinlich während eines Gefechts sowohl die Kirche als auch die Feste niedergebrannt, bei Ausgrabungen wurden größere Mengen metallischer Armbrustpfeilspitzen aufgefunden.
Ab 1431 ist Heinrich von Schweinichen (Jindřich Svinovec) als Besitzer des Gutes Pyrgleyns nachweisbar. Auf dem Kirchberg wurde nur die zerstörte Kirche unter Verwendung der Mauersteine der alten Feste wieder aufgebaut. Die Herren von Schweinichen ließen im Dorf Pyrgleyns die Neue Feste erbauen. Wahrscheinlich handelte es sich dabei um eine Wasserfeste, über deren Gestalt und genaue Lage nichts bekannt ist. Um 1480 erwarb Heinrich III. von Plauen das Gut Pyrgleyns und schloss es an die Herrschaft Neuhartenstein an. Er erteilte dem Dorf am 17. März 1493 verschiedene Privilegien, darunter das Erbrecht. Im Jahre 1510 brachte Georg Plick von Plickenstein das Gut Brežecz mit dem Dorf Jawornau zum Nachteil der Erben des Christoph von Zedtwitz unrechtmäßig an sich, damit wurde das Gut wieder von Neuhartenstein abgetrennt. Die Pfarre Pergles war 1555 protestantisch geworden. 1568 erhielten die Herren von Zedtwitz das Gut und die Feste. Georg Wilhelm von Zedtwitz und seine Brüder verkauften die Feste Pergles mit dem Hof und den Dörfern Pergles und Ohorn 1581 an Anna Caroline verwitwete Colonna von Fels, geborene Gräfin Schlik, die das Gut ihrer Herrschaft Engelsburg zuschlug. Dies war zugleich die letzte Erwähnung der Feste Pergles; es ist anzunehmen, dass sie nach dem Verlust ihrer Bedeutung als Herrensitz erlosch. Nach der Schlacht am Weißen Berg wurden die von Leonhard Colonna von Fels nachgelassenen Güter Engelsburg, Gießhübel, Buchau und Schönau 1621 konfisziert und an Hermann Czernin von Chudenitz verkauft. Dieser schlug Pergles 1622 dem Gut Gießhübel zu. Im Zuge der Rekatholisierung erlosch 1624 die Pfarrei Pergles die Kirche wurde zur Filialkirche der Pfarrei Buchau. Ab 1641 wurden Matriken geführt. In der berní rula von 1654 sind für Pergles elf Bauern, sieben Chalupner und fünf weitere Leibeigene aufgeführt. Zwei der Bauern besaßen einen Teich, ein Bauer einen Strich Wald und einer der Chalupner eine Schänke. Außerdem gehörten zwei Mühlen zum Dorf; die Obere Pergleser Mühle befand sich unterhalb von Langgrün am Lamnitzbach, die Untere Pergleser Mühle stand am Damm des Mühlteiches (Zelený rybník). 1783 wurde in Pergles wieder eine eigene Pfarrei geschaffen, zu deren Sprengel auch die Dörfer Langgrün, Ohorn und Olitzhaus gehörten. Zwei Jahre später wurde auf dem Kirchenberg die zwischen 1778 und 1781 errichtete neue barocke Pfarrkirche geweiht. Beiderseits der Kirche und auf dem Terrain der alten Feste erstreckte sich der Friedhof. Im neben der Kirche gelegenen Pfarrhaus befand sich die Schule für die eingepfarrten Orte. Im Jahre 1847 lebten in dem durchweg deutschsprachigen Dorf 427 Personen. Bis zur Mitte des 19. Jahrhunderts blieb Bergles der Herrschaft Gießhübel untertänig.
Nach der Aufhebung der Patrimonialherrschaften bildete Bergles/Brazec ab 1849 mit dem Ortsteil Am Berge eine Gemeinde im Gerichtsbezirk Buchau. Ab 1868 gehörte die Gemeinde zum Bezirk Luditz. Zum Ende des 19. Jahrhunderts wurden in Olitzhaus und Ohorn Schulexposituren errichtet. 1880 hatte die Gemeinde 395 Einwohner, 1921 waren es 428. Der tschechische Ortsname wurde 1924 in Bražec geändert. Im Dorf Bergles wurde in den 1920er Jahren ein kleines Schulhaus für die Kinder der ersten bis dritten Klasse eingerichtet, die älteren Schüler erhielten ihren Unterricht in der alten Schule Am Berge. In den 79 Häusern des Dorfes lebten im Jahre 1921 428 Personen, darunter war ein Tscheche. Durch mit dem Feuer spielende Kinder brach am 25. Juni 1921 ein Großbrand aus, der fünf Gehöfte zerstörte. Beim Brand des Pfarrhauses gingen am 4. Juni 1923 zahlreiche wichtige Dokumente verloren. 1927 wurde Pergles elektrifiziert, die Stromversorgung erfolgte durch die Stadt Kaaden. Bei den Wahlen erhielt in den 1920er Jahren der Bund der Landwirte die Mehrheit, danach gewann die Sudetendeutsche Partei an Einfluss und wurde zur stärksten Kraft im Ort. Im Jahre 1930 hatte die Gemeinde 380 Einwohner, 1939 waren es 378.
Im Kirchspiel Bergles lebten 1938 1344 Katholiken und neun Juden. Infolge des Münchner Abkommens wurde die Gemeinde 1938 dem Deutschen Reich zugeschlagen und gehörte bis 1945 zum Landkreis Luditz. Zum Ende des Zweiten Weltkrieges kam in Bergles ein Treck von schlesischen Flüchtlingen mit 80 Pferden an. Am 11. Mai 1945 besetzte die Rote Armee Bergles, nach dem Krieg kam die Gemeinde zur wiedererrichteten Tschechoslowakei zurück. Ein Großteil der mehrheitlich deutschböhmischen Bewohner war zuvor aus dem Dorf nach Westen geflohen.
1945 lebten in den 86 Häusern von Bražec nur noch 119 Menschen. Nach der Vertreibung der meisten der verbliebenen deutschen Bewohner im Jahre 1947 gelang es nicht, den Ort mit Tschechen wiederzubesiedeln. 1950 erfolgte die Gründung einer JZD, zu dieser Zeit hatte Bražec noch 90 Einwohner. Die Genossenschaft wurde im Frühjahr 1953 wegen Misswirtschaft wieder aufgelöst und die landwirtschaftlichen Flächen den Militärgütern Vintířov zugeordnet. Zugleich wurde das Dorf abgesiedelt und 1953 dem Truppenübungsplatz Hradiště zugeschlagen. Zwischen 1953 und 1960 erfolgte der Abriss von Bražec und Kostelní Hůrka mit Ausnahme der Kirche und drei Häusern. 1958 wurden die Fluren von Bražec den Militärforsten und -gütern in Velichov übertragen. Das Militärgut nutzte die dem Verfall preisgegebene Kirche seit den 1960er Jahren als Lager. Nachdem die Kirche 1963 durch Pioniere nach einem Manöver in Brand gesteckt worden war, wurde ihre Ruine wenig später im Rahmen einer Übung beseitigt.
Danach wurde anstelle des Dorfes eine militärische Wohnsiedlung mit vier Wohnblöcken, mehreren Doppelhäusern, einer Schule, einem Kindergarten, einem Kulturhaus und einer Bibliothek sowie mehreren Gaststätten errichtet. Die Schule wurde Mitte der 1970er Jahre wieder geschlossen, zehn Jahre später auch der Kindergarten. 1992 lebten in der Militärsiedlung Bražec 260 Personen. Beim Zensus vom 1. März 2001 lebten in Bražec 266 Menschen. Im Jahre 2004 bestand Bražec aus 17 Häusern und hatte 263 Einwohner. 2011 lebten 266 Personen in Bražec, zwei in Dolní Valov und eine in Javorna.
Mit Beginn des Jahres 2016 wurde Bražec im Zuge der Verkleinerung der Truppenübungsplätze aus dem Militärgebiet ausgegliedert und eine neue Gemeinde gebildet. Zu dieser Zeit hatte die Gemeinde 233 Einwohner, von denen 231 in Bražec und je einer in Dolní Valov und Javorná lebten. Von den 42 Hausnummern entfielen 40 auf Bražec und je eine auf Dolní Valov und Javorná.

## Gemeindegliederung
Die Gemeinde Bražec besteht aus den Ortsteilen Bražec (Bergles), Dolní Valov (Unter Wohlau) und Javorná (Ohorn). Grundsiedlungseinheiten sind Bražec, Bražec u Těšetic, Dolní Valov und Javorná.
Das Gemeindegebiet gliedert sich in die Katastralbezirke Bražec u Doupova und Bražec u Těšetic. Auf den Fluren der Gemeinde befinden sich die Wüstungen Horní Valov (Ober Wohlau), Kostelní Hůrka (Am Berge) und Tis u Luk (Tiß).